# Am Gebrannten
Am Gebrannten ist eine Ortslage im Norden der bergischen Großstadt Wuppertal.

## Lage und Beschreibung
Die Ortslage liegt an der heutigen Hermann-Ehlers-Straße im Norden des Wohnquartiers Uellendahl-West im Stadtbezirk Uellendahl-Katernberg auf einer Höhe von 250 m ü. NHN. Westlich verläuft die Kohlstraße, ein regional bedeutender Kohlenweg des 18. und 19. Jahrhunderts zwischen dem Ruhrgebiet und Elberfeld. Die Ortslage besteht heute aus einer Ein- und Mehrfamilienhaussiedlung.
Westlich befinden sich eine Schule und ein Ascheplatz, östlich fließt in einem Waldstreifen der Bachlauf am Gebrannten zum Mirker Bach.

## Geschichte und Etymologie
Der Name leitet sich vermutlich von einer Siedlungsfläche ab, die durch Brandrodung geschaffen wurde.
Die Ortslage ist aus einem Siedlungsplatz hervorgegangen, der bereits 1675 als Branden und 1702 als Am Branden urkundlich erwähnt ist. Die Preußische Uraufnahme von 1843 verzeichnet die Ortslage unter dem Namen Gebrannten.
1832 gehörte Am Gebrannten zur Mirker Rotte des ländlichen Außenbezirks des Kirchspiels und der Stadt Elberfeld. Der laut der Statistik und Topographie des Regierungsbezirks Düsseldorf als Ackergut kategorisierte Ort besaß zu dieser Zeit zwei Wohnhäuser und drei landwirtschaftliche Gebäude. Zu dieser Zeit lebten neun Einwohner im Ort, alle evangelischen Glaubens.
In der Nachbarschaft von Am Gebrannten lagen die zeitgenössischen Höfe und Ortslagen An der Rost (1930: An der Roster), Bratwurst, Am Winkel, Am Lübertshäuschen, An der Lanter und An der Schneis, die heute zumeist ebenfalls in die gewachsene städtische Bebauung aufgegangen sind.
Um 1970 wurde die Straßenführung durch den ursprünglichen Hof aufgegeben und entlang der neu gebauten Hermann-Ehlers-Straße eine umfangreiche Wohnbebauung mit Ein- und Mehrfamilienhäusern errichtet. Dadurch verlor Am Gebrannten seine eigenständige Lage, der Name ging aber auf den gesamten Bereich der Bebauung über.